# Вальтер Ізендаль
Вальтер Ізендаль (нім. Walter Isendahl; 10 вересня 1872, Брауншвейг — імовірно 30 квітня 1945, Берлін) — німецький морський офіцер, контр-адмірал.

## Біографія
10 квітня 1891 року поступив на службу морським кадетом в кайзерліхмаріне. З 1896 по 1898 рік служив у Східній Азії, після повернення в Німеччину до 1903 року командував різними торпедними катерами. З грудня 1904 по травень 1907 року — офіцер Адмірал-штабу ескадри крейсерів у Східній Азії, потім служив у флотилії торпедних катерів. З 1909 по 1911 рік — торпедний директор Імперської верфі Вільгельмсгафена. В 1912—1913 роках — перший офіцер лінкора «Веттін». З вересня 1913 по лютий 1914 року служив у Адміралтействі.
З 1 березня 1914 по 24 квітня 1918 року — начальник відділу зв'язку Адміралтейства. Про діяльність відділу під час Першої світової війни мало інформації. Відомо, що в 1916 році Ізендаль брав участь у операції проти британського лінкора «Лібау» та в розвідувальній операції для підтримки Великоднього повстання за участю сера Роджера Кейсмента. Учасник Фінської кампанії (20 лютого — 24 квітня 1918). З 28 квітня по 14 вересня 1918 року — член Морської технічної комісії, одночасно з 2 травня по 14 вересня 1918 року — комендант порту Севастополя. З 25 вересня по 21 листопада 1918 року — командир колишнього російського лінкора «Воля».
Після підписання Комп'єнського перемир'я Ізендаль продовжив службу в рейхсмаріне, з 1 жовтня 1919 року фактично працював у міністерстві внутрішніх справ. 7 квітня 1920 року був звільнений з рейхсмаріне. 30 квітня 1922 року за власним бажанням покинув державну службу. Про діяльність Ізендаля до 1941 року нічого не відомо.
26 листопада 1941 року був переданий в розпорядження крігсмаріне. Того ж дня Еріх Редер призначив Ізендаля виконувати спеціальні завдання на півдні Росії для «забезпечення безпеки і обробки російського письмового матеріалу у військово-морському районі в російських відділах і верфях». 31 січня 1943 року остататочно звільнений у відставку. 
Історики Ганс Гільдебранд і Ернест Генріот стверджують, що Ізендаль загинув у Берліні за нез'ясованих обставин. Офіційна дата смерті — 30 квітня 1945 року, джерело цієї інформації невідоме.

## Звання
- Морський кадет (10 квітня 1891)
- Унтер-лейтенант-цур-зее (20 вересня 1894)
- Капітан-лейтенант (1902)
- Корветтен-капітан (1908)
- Фрегаттен-капітан (1913)
- Капітан-цур-зее (17 жовтня 1915)
- Контрадмірал запасу (7 квітня 1920)
- Контрадмірал до розпорядження (26 листопада 1941)

## Нагороди
- Столітня медаль (Королівство Пруссія; 22 березня 1897)
- Китайська медаль в сталі
- Орден Альберта (Саксонія), лицарський хрест 2-го класу (15 липня 1902)
- Орден Святої Анни 3-го ступеня (Російська імперія; 8 вересня 1902)
- Орден Червоного орла 4-го класу (Королівство Пруссія; 9 липня 1907)
- Орден Святого Станіслава 2-го ступеня (Російська імперія; 2 вересня 1909)
- Хрест «За вислугу років» (Пруссія) (25 років; 13 травня 1911)
- Орден Корони (Пруссія)
  - 3-го класу (18 січня 1914)
  - 2-го класу з мечами (17 вересня 1918)
- Залізний хрест (Королівство Пруссія)
  - 2-го класу (22 березня 1915)
  - 1-го класу (4 червня 1916)
- Хрест «За військові заслуги» (Брауншвейг)
  - 2-го класу (4 червня 1915)
  - 1-го класу
- Хрест «За військові заслуги» (Австро-Угорщина) 3-го класу з військовою відзнакою (10 листопада 1915)
- Орден Фрідріха (Вюртемберг), командорський хрест 2-го класу з мечами (27 листопада 1915) — вручений 9 грудня 1915 року.
- Ганзейський Хрест
  - Гамбург (25 квітня 1916)
  - Бремен (20 грудня 1916)
- Військова медаль (Османська імперія) (27 грудня 1917)
- Орден Залізної Корони 3-го класу з військовою відзнакою (Австро-Угорщина)
- Орден Меджида 2-го класу з шаблями (Османська імперія)
- Орден Хреста Свободи 1-го класу з мечами (Фінляндія; 1918)
- Пам'ятна медаль визвольної війни з розеткою (Фінляндія)
- Почесний хрест ветерана війни з мечами (Третій Рейх)

## В кінематографі
- В двосерійному телефільмі ZDF 1968 року «Сер Роджер Кейсмент» роль Ізендаля виконав Отто Пройсс.